# Abanca
Abanca (estilizado como //ABANCA) es un banco español con sede social en Betanzos, La Coruña. Fue fundado el 14 de septiembre de 2011 bajo la denominación social NCG Banco, S. A., como resultado del proceso de segregación del negocio bancario de la Caixa de Aforros de Galicia, Vigo, Ourense e Pontevedra (NovaCaixaGalicia). El 1 de diciembre de 2014, NCG Banco cambió su denominación social por ABANCA Corporación Bancaria, S. A., tras su adquisición en 2013 por Banesco.
A 31 de diciembre de 2024, los activos de Abanca eran de 83.847 millones de euros, siendo la séptima entidad financiera española por volumen. Esa misma fecha contaba con 7.589 empleados y 882 oficinas.

## Historia

### Nacimiento de NovaCaixaGalicia Banco
Abanca tiene su origen en la caja de ahorros NovaCaixaGalicia, nacida el 1 de diciembre de 2010 fruto de la fusión de las cajas de ahorros Caixa Galicia y Caixanova. Las exigencias planteadas en el Real Decreto Ley 2/2011 llevaron a la creación de un banco a través del cual se operaría el negocio hasta ese momento de NovaCaixaGalicia, creando una filial participada en el momento de su creación totalmente por la caja. 
De esta manera, NovaCaixaGalicia quedó sin negocio bancario y su existencia se limitó al mantenimiento económico de la obra social mediante los ingresos obtenidos por su participación en NCG Banco.
El 14 de septiembre de 2011, nació NCG Banco, S. A. En su nueva etapa, José María Castellano se convirtió en el presidente ejecutivo de la entidad y César González-Bueno Mayer en el consejero delegado. NCG Banco se constituyó como la primera entidad bancaria en emplear el gallego para otorgar su escritura fundacional.
El 30 de septiembre de 2011, Bruselas autorizó la nacionalización de NCG Banco junto con Catalunya Banc y Unnim Banc. En concreto, NCG Banco recibió 2.465 millones en forma de capital por parte del FROB. De esta manera, el FROB tomó el control del 93,16% de NCG Banco.

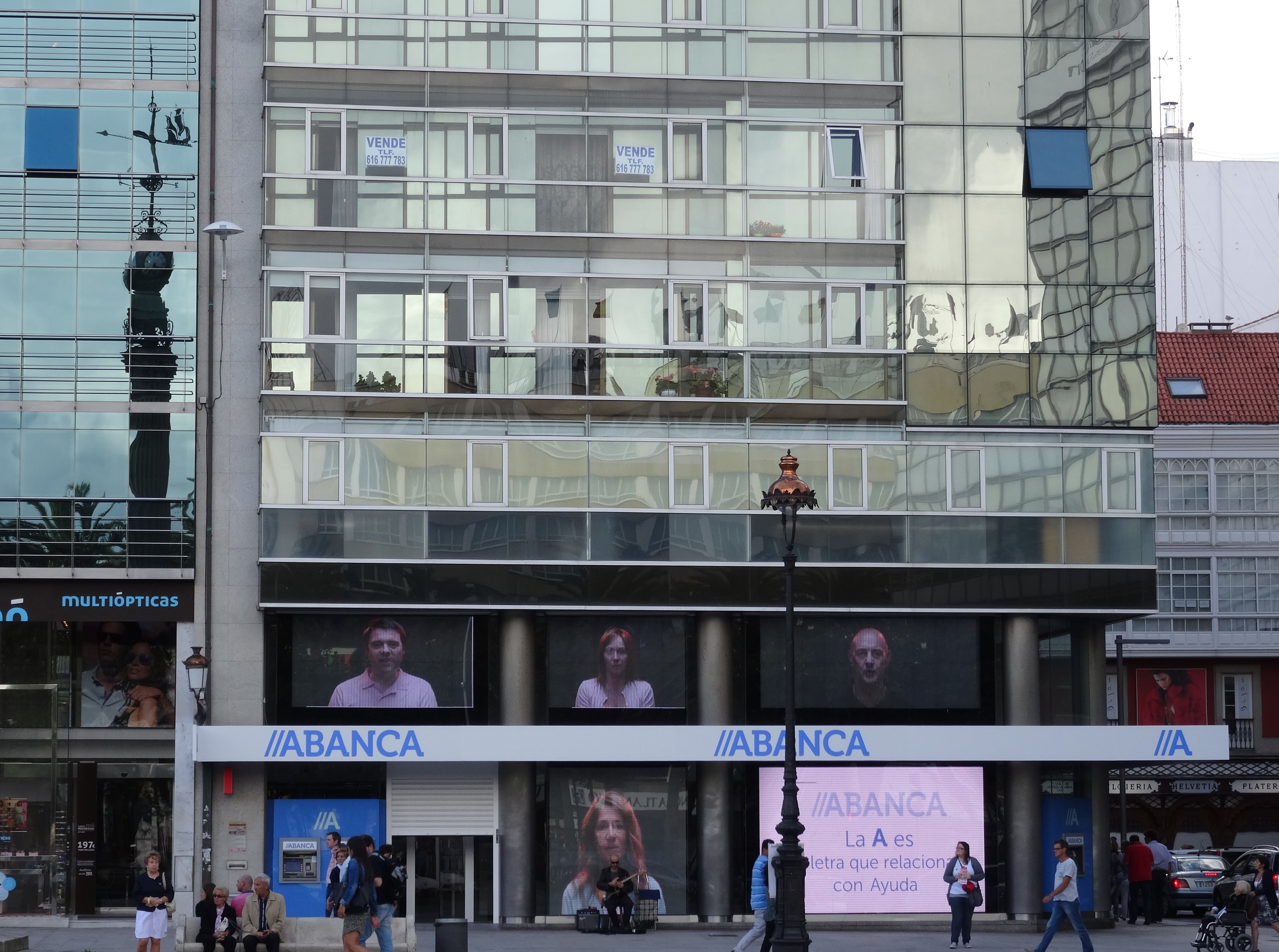
Una oficina de Abanca en La Coruña, Galicia.

El 19 de octubre de 2011, se lanzó la marca comercial Novagalicia Banco El 14 de noviembre, anunció que comenzaría a operar con dos marcas diferenciadas y dos modelos de negocio especializados: Novagalicia Banco en Galicia, Asturias, Castilla y León y el mercado internacional; y NGB en el resto de España. El cambio estratégico incluyó la creación de dos nuevas unidades de negocio: una especializada en la banca mayorista; y una Unidad de Gestión de Activos Singulares (UGAS), especializada en activos no estratégicos.
El 12 de enero de 2012, entraron en el capital del banco 17 empresarios gallegos, a través de la compra al Fondo de Reestructuración Ordenada Bancaria (FROB) del 2,59% del capital. Éste quedó repartido entre el 90,57% del FROB, el 2,59% de los inversores privados y el 6,84% de NovaCaixaGalicia.

### Nacimiento y venta de EVO Banco y reestructuración de NCG Banco
El 12 de marzo de 2012, comenzó a operar fuera de Galicia, Asturias y la provincia de León bajo la denominación comercial EVO Banco.
El 12 de julio de 2012, presentó una campaña en los medios de comunicación en las que el presidente Ejecutivo y el Consejero Delegado de la entidad pedían personalmente disculpas a sus clientes por las inversiones en ladrillo que las dos cajas que originaron la entidad realizaron durante la época de la burbuja inmobiliaria en España y por la venta de participaciones preferentes a clientes que no conocían el riesgo de ese producto financiero, siendo el primer banco español en hacer una campaña similar.
El 27 de diciembre de 2012, el FROB inyectó 5.425 millones de euros de ayudas procedentes del Mecanismo Europeo de Estabilidad (MEDE), por lo que tomó el control del 100% de la entidad. Debido a ello, NovaCaixaGalicia pasó a convertirse en una fundación de carácter especial al perder su capital en NCG Banco. Por otro lado, el FROB convirtió en acciones los 1.162 millones de euros de participaciones preferentes suscritas en diciembre de 2010 en NovaCaixaGalicia.
En el plan de reeestructuración de NCG Banco, se estableció que, antes de 2017, debería centrar su modelo empresarial en préstamos al por menor y préstamos a las pymes en sus principales regiones históricas, debiendo abandonar las líneas de créditos a favor de promociones inmobiliarias y limitarán su presencia en el mercado al por mayor.
El 19 de julio de 2013, el Fondo de Garantía de Depósitos (FGD) pasó a controlar el 25,57% de NCG Banco tras el desembolso de 801,7 millones de euros para dar liquidez a los preferentistas y titulares de deuda subordinada de NCG Banco. El resto de accionistas eran: el FROB, con un 63%; los titulares de híbridos, con un 9% (del que el 2% correspondía a minoristas y un 7% a mayoristas); y el propio banco, con un 2% en autocartera.
El 9 de septiembre de 2013, se anunció la venta de las oficinas de la marca EVO Banco por parte de NCG Banco a la firma de capital riesgo estadounidense Apollo Global Management.
El 18 de octubre de 2013, EVO Banco fue inscrito en el Registro Especial de Bancos y Banqueros del Banco de España.
El 19 de noviembre de 2013, el FROB abrió el proceso ofertas vinculantes para la subasta de NCG Banco. Los bancos interesados fueron Banco Santander, BBVA, CaixaBank y el venezolano Banesco, mientras que entre los fondos se encontraban Guggenheim, WL Ross, J. C. Flowers y Anchorage. Las ofertas vinculantes debieron remitirse antes del 16 de diciembre y una vez recibidas y "siempre que una no resultara sustancialmente más favorable que el resto", se abriría una segunda fase, en la que se seleccionarían "las tres entidades que hubieran presentado mejores ofertas". A estas tres se les pediría entonces que realizaran "su oferta definitiva".
El 9 de diciembre de 2013, NCG Banco culminó el proceso de transferencia de activos, pasivos, clientes, empleados y servicios a EVO Banco, tres meses después de la firma del preacuerdo de venta con Apollo European Principal Finance Fund II (Apollo EPF II), un fondo gestionado por entidades filiales de Apollo Global Management.
El 18 de diciembre de 2013, se anunció que Banco Etcheverría, filial de Banesco, era el vencedor de la subasta de NCG Banco en la primera fase de la misma tras una oferta de 1.003 millones de euros, sin ayudas públicas excepto unas garantías adicionales de 275 millones. De esta manera, compró el 88,33% del capital de NCG Banco que estaba en manos del Fondo de Reestructuración Ordenada Bancaria (FROB) y el Fondo de Garantía de Depósitos (FGD). El Estado (FROB) cobró 712 millones por su participación, con lo que las pérdidas para el contribuyente ascendieron a 8.269 millones de euros. El Fondo de Garantía de Depósitos (FGD), por su parte, ingresó 291 millones con la venta, con lo que el sistema financiero asumió unas pérdidas de 511 millones.
El 28 de febrero de 2014, NCG Banco transmitió todas las acciones de EVO Banco al fondo Apollo, con lo que se cerró la operación de adquisición de EVO Banco por dicho fondo de inversión. Tras la conclusión de la venta de EVO Banco, se abrieron oficinas de NCG Banco en otras ciudades españolas, ya con la marca Novagalicia Banco.

### Venta de NCG Banco y nacimiento de Abanca
En abril de 2014, Banesco anunció que se suprimiría la marca Novagalicia Banco una vez que se materializara la adquisición de NCG Banco y se sustituiría por una nueva.
El 20 de junio de 2014, la Comisión Europea aprobó la venta de NCG Banco y las modificaciones propuestas de su plan de reestructuración.
El 25 de junio de 2014, se culminó la adquisición y se constituyó el consejo de administración, el cual aprobó la designación del presidente de Banco Etcheverría, Javier Etcheverría, como presidente de NCG Banco.
Dicha adquisición fue realizada a través de Banesco Holding Financiero 2, S. L. U., propietario de la mayoría del capital de Banco Etcheverría. Posteriormente, Banesco Holding Financiero 2, S.L.U. cambió su denominación social por ABANCA Holding Financiero, S.L.U.
El 27 de junio de 2014, la entidad empezó a operar con la marca comercial Abanca, sustituyendo a la antigua marca Novagalicia Banco.

### Absorción de Banco Etcheverría
El 6 de octubre de 2014, las Juntas Generales de Accionistas de NCG Banco y Banco Etcheverría respaldaron la fusión por absorción de Banco Etcheverría por aquel. El 14 de noviembre de 2014, se produjo la fusión con Banco Etcheverría. La entidad resultante tendría la sede social en Betanzos.
El 1 de diciembre de 2014, NCG Banco cambió su denominación social por ABANCA Corporación Bancaria, S. A.

### Adquisición de Popular Servicios Financieros
El 2 de mayo de 2017, se anunció el acuerdo por el que Abanca adquiría el 100% de Popular Servicios Financieros, la antigua división de consumo de Banco Pastor, por 39 millones de euros. Dicha operación se cerró en septiembre del mismo año y se inició el proceso de integración de Abanca Consumer Finance y PSF, que pasaría a llamarse Abanca Servicios Financieros.

### Adquisición de Deutsche Bank Portugal
El 27 de marzo de 2018, Abanca anunció la compra de la filial portuguesa de Deutsche Bank. El negocio comprado por Abanca constaba de 41 oficinas comerciales, distribuidas por las principales ciudades de Portugal.
El 4 de mayo de 2018, el consejero Eduardo Eraña Guerra pasó a ocupar la presidencia de la entidad de manera provisional, mientras Juan Carlos Escotet negociaba el futuro de Banesco, su banco en Venezuela, intervenido por el chavismo.
El 22 de noviembre de 2018, Abanca fue anunciada por el Consejo de Ministros portugués como la adjudicataria de Banco Caixa Geral, la filial española de la entidad portuguesa Caixa Geral de Depósitos, por unos 364 millones de euros.
El 22 de febrero de 2019, anunció una opa de 1.700 millones de euros por Liberbank condicionada a que le dejaran acceder a sus cuentas antes del 1 de marzo. Sin embargo, renunció a ella después de que la Comisión Nacional del Mercado de Valores (CNMV) le impidiese condicionarla así como por la falta de apoyos entre el accionariado de Liberbank.
El 29 de abril de 2019, los Consejos de Administración de ABANCA Corporación Bancaria, S.A. (entidad absorbente), y ABANCA Holding Financiero, S. A. (entidad absorbida), aprobaron el Proyecto Común de Fusión de ambas sociedades.
Los días 8 y 9 de junio de 2019, finalizó la integración de Deutsche Bank PCB Portugal en Abanca.
El 10 de junio de 2019, la fusión de Abanca Corporación Bancaria y Abanca Holding Financiero fue aprobada por la Junta General Ordinaria de Accionistas de Abanca Corporación Bancaria, S.A.

### Adquisición de Banco Caixa Geral
El 14 de octubre de 2019, Abanca cerró la compra de Banco Caixa Geral por un importe total de 384 millones de euros, frente a los 364 inicialmente calculados, y pasó a controlar un 99,79% del capital de Banco Caixa Geral. Tras la fusión, Abanca sumaría 7000 millones de euros de negocio de más de 131.000 clientes, así como 110 nuevas sucursales y más de 500 empleados, con especial presencia en las provincias más cercanas a la frontera con Portugal.
El 27 de febrero de 2020, quedó inscrita en el Registro Mercantil de La Coruña la fusión inversa entre ABANCA Corporación Bancaria (sociedad absorbente) y ABANCA Holding Financiero (sociedad absorbida).
El 16 de marzo de 2020, Abanca concluyó la integración tecnológica, de marca y legal de Banco Caixa Geral, tras la culminación previa de la fusión jurídica y contable de ambas entidades, la cual se produjo el 13 de marzo mediante su inscripción en el Registro Mercantil de La Coruña.

### Adquisición de Bankoa
El 28 de enero de 2021, Abanca cerró la compra de Bankoa a Crédit Agricole. La operación permitiría a la entidad gallega aumentar su volumen de negocio en 4.267 millones de euros hasta situarlo en 93.850 millones de euros así como su red comercial con 30 oficinas y 3 agencias de empresas, situadas fundamentalmente en el País Vasco, y tener más de 40.000 nuevos clientes. La entidad formalizó la adquisición del 99,81% del capital de Bankoa por 122,4 millones de euros. A los propietarios de ese casi 0,2% restante de las acciones, Abanca les ofreció 18,3 acciones propias por cada título de Bankoa.
El 26 de abril de 2021, el consejo de administración de Abanca aprobó el proyecto de fusión con Bankoa.
El 12 de noviembre de 2021, la fusión fue inscrita en el Registro Mercantil.
El 14 de noviembre de 2021, Abanca finalizó la integración de Bankoa con la realización de las dos últimas operaciones del proceso: la implantación de marca y el paso de la actividad a la plataforma tecnológica y operativa de Abanca. Abanca pasó a operar en el País Vasco y Navarra con la marca "Bankoa ABANCA".

### Adquisición de Novo Banco España
El 5 de abril de 2021, Abanca anunció un acuerdo con Novo Banco para la compraventa del negocio del banco portugués en España. Con esta operación, la entidad alcanzaría los 100.000 millones de euros de volumen de negocio y reforzaría su posicionamiento en banca personal y privada y negocio de empresas. Gestionaría un volumen de activos de 71.338 millones de euros y 42.368 millones de crédito a la clientela, 46.037 millones de depósitos y 11.789 millones en pasivo fuera de balance, contando con 6.312 empleados y 745 oficinas. Abanca pagaría un euro por dicha operación. El 30 de noviembre de 2021, se cerró la compra y se comenzó a utilizar la imagen de Abanca.
En febrero de 2022, y buscando acercar la banca a personas ancianas, la compañía anunció un paquete de medidas en sus oficinas entre las que destacan la atención individualizada a este colectivo con un gestor personal, ampliación de horario de caja hasta las 14 horas y el firme compromiso a mantener abiertas las oficinas de los 134 municipios en los que es la única entidad financiera con actividad.
La integración tecnológica de Novo Banco en Abanca finalizó el 22 de octubre de 2022.

### Adquisición de Targobank España
El 22 de diciembre de 2022, Abanca anunció el inicio de las negociaciones con BFCM (Banque Fédérative du Crédit Mutuel) para la compraventa de Targobank España. El 22 de febrero de 2023 ambas partes firmaron el acuerdo de compraventa. La operación se cerró el 6 de octubre de 2023 y las oficinas de la entidad adquirida pasaron a utilizar la marca "Targobank ABANCA". A partir de ese momento comenzó el proceso de integración tecnológica, completado los días 8 y 9 de junio de 2024 y las oficinas pasaron a utilizar la marca "ABANCA". La operación se cifró en unos 6.000 millones de euros en volumen de negocio, aproximadamente un 5,6% más sobre el total de Abanca, con la que ganó presencia en el arco mediterráneo, Madrid y Andalucía.

### Adquisición de EuroBic
El 15 de noviembre de 2023, Abanca anunció que había acordado la compra del 100% del capital de EuroBic con los accionistas de la entidad portuguesa. Con esta compra, multiplicaría por cuatro su número de clientes, por tres su volumen de negocio y por tres y medio sus puntos de venta en el país. El 11 de julio de 2024 se cerró la operación de adquisición y Abanca se convirtió en la séptima entidad de Portugal.

## Accionariado
A 31 de diciembre de 2023, los accionistas de Abanca eran:
| Accionista                      | Participación |
| ------------------------------- | ------------- |
| Juan Carlos Escotet Rodríguez   | 43,50%        |
| Escotet Family Office, S. L. U. | 41,25%        |
| Otros accionistas minoritarios  | 13,07%        |
| Autocartera                     | 2,18%         |

## Red de oficinas
A 31 de diciembre de 2024, Abanca contaba con 882 oficinas y 7.589 empleados.
A 31 de diciembre de 2023, Abanca contaba con 722 oficinas operativas y 6.808 empleados. Concretamente, 437 sucursales en Galicia, 238 en el resto del territorio nacional, 45 en Portugal, 1 en Suiza y 1 en Estados Unidos y oficinas de representación en México, Panamá, Venezuela, Suiza, Alemania, Reino Unido, Francia y Brasil.
En el País Vasco y Navarra opera con la marca Bankoa Abanca. 